# Davide Lajolo
Œuvres principales
Il merlo di campagna e il merlo di città
Compléments
député, député, député
Davide Lajolo, né à Vinchio le 29 juillet 1912 et mort à Milan le 21 juin 1984 , est un écrivain, journaliste et homme politique italien.

## Biographie
Il obtient le prix Stresa en 1983 pour Il merlo di campagna e il merlo di città.

## Œuvres traduites en français
- Cesare Pavese. Le "Vice absurde" [« Il vizio assurdo »], trad. de Dominique Fernandez, Paris, Éditions Gallimard, coll. « Leurs figures », 1963, 247 p. (BNF 33069190)